# (3927) Feliciaplatt
(3927) Feliciaplatt (1981 JA2) – planetoida z pasa głównego asteroid okrążająca Słońce w ciągu 3,25 lat w średniej odległości 2,19 j.a. Odkryta 5 maja 1981 roku.